# フランチェスコ・アジェッロ

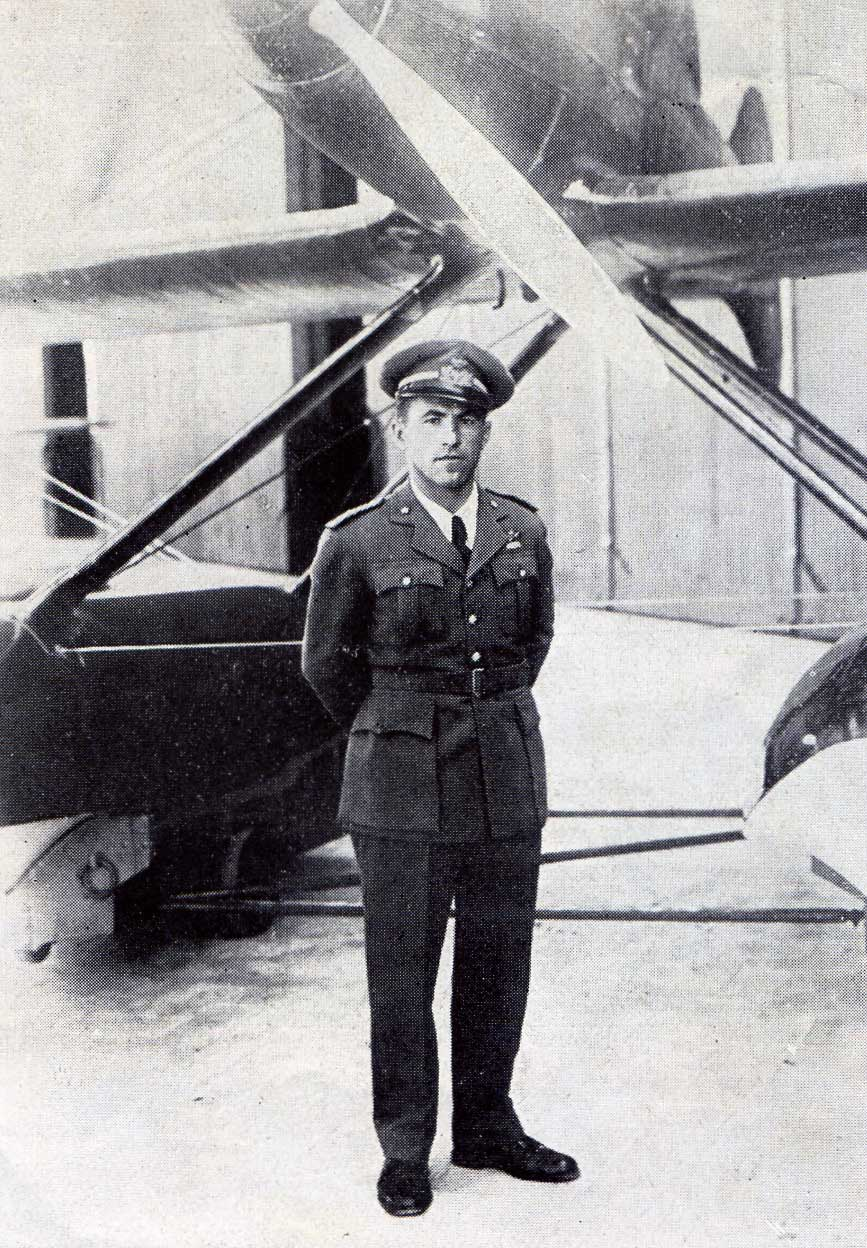
Francesco Agello

フランチェスコ・アジェッロ（Francesco Agello、1902年12月27日 – 1942年11月26日）は、イタリアのテストパイロットである。1930年代に、水上レース機、マッキ M.C.72で世界速度記録を樹立した。
ロンバルディアのカザルプステルレンゴで生まれた。1924年にパイロット学校を出た後、イタリア空軍のテストパイロットとなり、デゼンツァーノ・デル・ガルダの高速機研究所に参加した。1933年4月10日に2500HPのエンジンを搭載したマッキ M.C.72で683km/hの世界速度記録を樹立し、1934年10月23日にエンジンの出力を3100hpに向上した機体で記録を709 km/hにのばした。これらの飛行で国際航空連盟（FAI）から2度のデラボー賞を受賞し、イタリアのMedaglia d'oro al valor aeronauticoを受勲した。このピストン水上機の速度記録はまだ更新されていない。1935年からグイドーニア・モンテチェーリオの試験飛行センターに移り、1942年に新戦闘機の試験中にミラノ・Bresso飛行場で事故死した。